# I krig med morfar
I krig med morfar er en amerikansk film fra 2020 instrueret af Tim Hill.

## Medvirkende
- Robert De Niro som Ed, morfar
- Oakes Fegley som Peter Decker
- Uma Thurman som Sally Decker
- Rob Riggle som Arthur Decker
- Laura Marano som Mia Decker
- Poppy Gagnon som Jenny,
- Cheech Marin som Danny,
- Christopher Walken som Jerry
- Jane Seymour som Diane
- Juliocesar Chavez as Billy
- Isaac Kragten som Steve
- T.J. McGibbon som Emma
- Colin Ford som Russell
- Joe Gelchion som Chuck
- Faizon Love[5] som David
- Kendrick Cross som forsikringsjusterer.